# یاسمین (بازیگر)
یاسمین هنرپیشه سینما اهل ایران است.

## آثار

### بازیگر
- ۱ - شهر آفتاب (۱۳۵۱)
- ۲ - قمار زندگی (۱۳۵۱)
- ۳ - روسپی (۱۳۴۸)
- ۴ - قاتلین هم می‌گریند (۱۳۴۸)
- ۵ - تحفه هند (۱۳۴۷)
- ۶ - سلطان قلبها (۱۳۴۷)
- ۷ - یوسف و زلیخا (۱۳۴۷)
- ۸ - در انتهای ظلمت (۱۳۴۱)

### رقاص
- ۱ - در انتهای ظلمت (۱۳۴۱)